# 5·30 사건

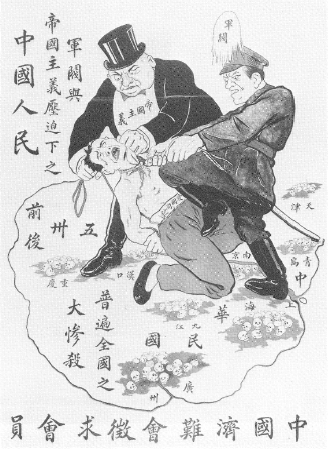
5·30 사건 이후 외세 제국주의자들과 중국 내 지역 군벌들이 민족운동가들을 탄압하는 것을 묘사하는 선전 포스터

5·30 사건(五卅事件)은 1925년 5월 30일 중화민국 상하이에서 일어난 반제국주의 민중운동을 말한다.

## 배경
1925년 2월 중화민국에 소재한 일본계 방적 공장에서 한 일본인 감독이 중국인 여공을 학대한 것을 발단으로 시작되었다. 중국인 노동자의 파업이 각지에서 일어나고 이를 진압하려는 권력과 충돌했다.
1925년 5월 15일, 상하이의 일본계 직물공장에서 노동쟁의가 일어나던 도중 중국인 노동자 구정홍(顧正紅)이 일본군 수비대가 발포한 총에 의해 사망하고 이외에도 10여 명이 부상당한 사건이 발생하였다. 이 사건으로 인해 수많은 중국인들이 분노하였고 이는 대규모 시위로 이어졌다.

## 전개
노동 시위 과정에서 체포된 이들을 제대로 석방하지 않자 한 학생이 이에 대해 항의하였다. 항의한 학생까지 체포되자 1만여 명에 이르는 학생과 시민들이 들고 일어났다.
난징루(南京路)의 공공조계에서 체포된 학생들을 석방해줄 것과 불평등 조약에 체결된 조계의 반환을 요구하는 시위가 벌어졌다. 이를 진압하기 위해 영국 경찰이 출동하였고 인도인 경관을 시켜 이들을 향해 발포하였다. 이로 인해 총 13명이 사망했고, 15명이 부상당했으며, 53명이 체포되었다.

## 결과
이 사건 이후로도 중국 민중과 경찰의 충돌이 계속되어 일본 제국, 미국, 이탈리아 왕국, 영국 군대가 진압을 맡았다.
이 사건 이후 상하이 총공회가 조직되어 1925년 6월 초부터 8월 말까지 총파업에 돌입하였다.
6월 23일 광둥성에서는 사기(沙基) 사건(6.23 사건)이 일어났으며 이를 계기로 중국의 민족운동은 1919년 5.4 운동 이후로 차츰 높아지기 시작했다.

## 같이 보기
- 중화민국의 역사
- 5·4 운동
- 중화민국 국군
- 4·12 사건
- 군벌 시대

## 참고자료
- 남궁원,강석규 (2003년 12월 26일). 《연표와 사진으로 보는 세계사》. 서울: 일빛. ISBN 978-89-5645-035-3.
- 알랭 루 (2010년 11월 29일). 《20세기 중국사: 제국의 몰락에서 강대국의 탄생까지》. 책과함께. ISBN 978-89-91221-72-7.

- 이윤섭 (2017년 5월 25일). 《<객관적 20세기 史>》. 필맥.